# Suchitepéquez

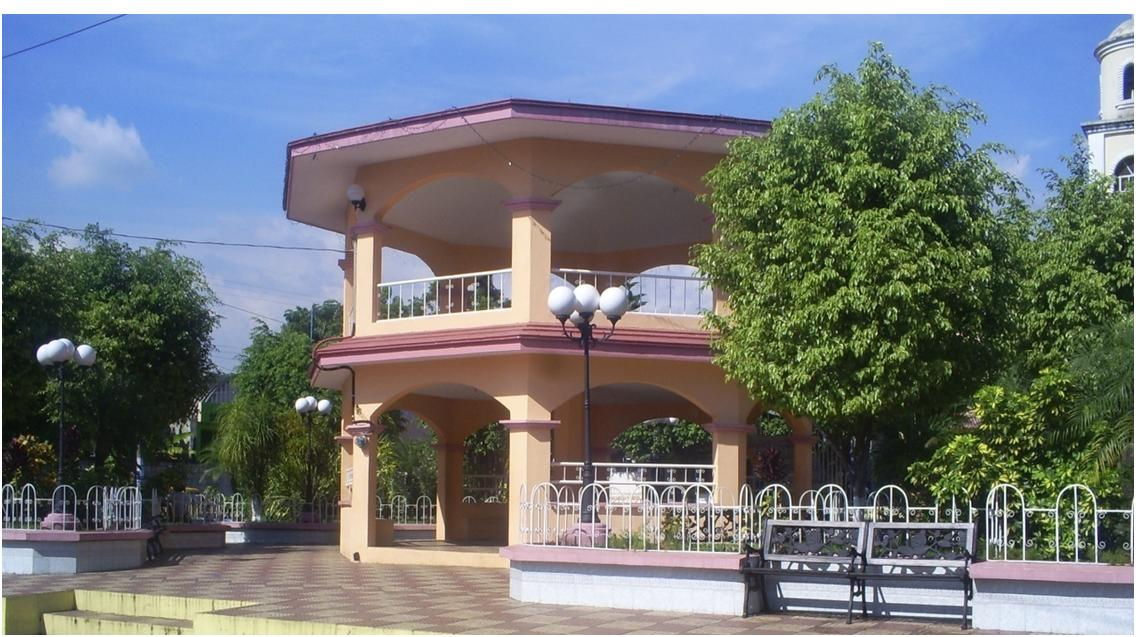
Widok na park centralny w San Miguel Panán leżącym w departamencie Suchitepéquez

Suchitepéquez – jeden z 22 departamentów Gwatemali, położony w południowo-zachodniej części kraju. Stolicą departamentu jest miasto Mazatenango. Departament graniczy na zachodzie z departamentem Retalhuleu, na południu wąskim pasem sięga wybrzeża Pacyfiku, na wschodzie graniczy z departamentami Escuintla i Chimaltenango na północy z departamentami Chiquimula i Sacatepéquez.
Jest średnim pod względem wielkości i liczebności mieszkańców departamentem Gwatemali. Najważniejszymi miastami w departamencie oprócz stołecznego są Chicacao, Patulul, San Miguel Panán i Rio Bravo. Departament na północy ma charakter górski obniżający się szybko w kierunku oceanu w rozległą nizinę dwóch rzek uchodzących do Pacyfiku Rio Nahualate i Río Icán. Średnie wyniesienie nad poziom morza wynosi 371 m. Klimat jest ciepły, tropikalny.

## Podział departamentu
W skład departamentu wchodzi 20 gmin (municipios).
1. Chicacao
2. Cuyotenango
3. Mazatenango
4. Patulul
5. Pueblo Nuevo
6. Río Bravo
7. Samayac
8. San Antonio Suchitepéquez
9. San Bernardino
10. San Francisco Zapotitlán
11. San Gabriel
12. San José El Idolo
13. San Juan Bautista
14. San Lorenzo
15. San Miguel Panán
16. San Pablo Jocopilas
17. Santa Bárbara
18. Santo Domingo Suchitepequez
19. Santo Tomás La Unión
20. Zunilito